# Bahnstrecke Lysá nad Labem–Praha
| Kursbuchstrecke (SŽ): | 232                  |                                                  |                                                  |
| Streckenlänge: | 34,355 km            |                                                  |                                                  |
| Spurweite: | 1435 mm (Normalspur) |                                                  |                                                  |
| Streckenklasse: | C4                   |                                                  |                                                  |
| Stromsystem: | 3 kV =               |                                                  |                                                  |
| Maximale Neigung: | 11 ‰                 |                                                  |                                                  |
| Streckengeschwindigkeit: | 120 km/h             |                                                  |                                                  |
| |                      |                                                  |                                                  |
| \| \| \| von (Wien–) Kolín (vorm. ÖNWB) \| \| \| \| \| von Milovice \| \| \| \| 0,000 \| Lysá nad Labem \| Lysá nad Labem \| \| \| \| nach Děčín (vorm. ÖNWB) \| \| \| \| 4,809 \| vlečka Káraný \| vlečka Káraný \| \| \| 4,822 \| hr. Káraný \| hr. Káraný \| \| \| \| Elbbrücke \| \| \| \| 7,00 \| Čelákovice-Jiřina \| Čelákovice-Jiřina \| \| \| 8,353 \| Čelákovice \| Čelákovice \| \| \| \| nach Brandýs nad Labem (vorm. ÖLEG) \| \| \| \| \| nach Mochov (vorm. ÖLEG) \| \| \| \| \| Čelákovice–Mochov \| \| \| \| 14,250 \| Mstětice \| Mstětice \| \| \| 16,40 \| Zeleneč \| Zeleneč \| \| \| 20,530 \| Praha-Horní Počernice \| Praha-Horní Počernice \| \| \| \| von Turnov (vorm. TKPE) \| \| \| \| 23,147 \| Odb. Skály \| Odb. Skály \| \| \| \| Rajská zahrada (seit 2023) \| \| \| \| 29,110 \| Praha-Vysočany (Inselbahnhof) \| Praha-Vysočany (Inselbahnhof) \| \| \| \| nach Praha hl. n. (vorm. TKPE) \| \| \| \| \| Rokytka \| \| \| \| \| Turnov–Praha hl. n. / Odb. Stromovka–Praha–Libeň \| \| \| \| 31,204 \| Praha-Libeň dolní n. \| Praha-Libeň dolní n. \| \| \| \| Praha-Karlín přístav \| \| \| \| \| Arm der Moldau \| \| \| \| \| Praha-Rohanský ostrov \| \| \| \| \| Praha–Děčín (Negrelliviadukt) \| \| \| \| 34,355 \| Praha-Těšnov \| Praha-Těšnov \| |                      |                                                  |                                                  |
| Strecke |                      | von (Wien–) Kolín (vorm. ÖNWB)                   | von (Wien–) Kolín (vorm. ÖNWB)                   |
| Abzweig geradeaus und von rechts |                      | von Milovice                                     | von Milovice                                     |
| Bahnhof | 0,000                | Lysá nad Labem                                   | Lysá nad Labem                                   |
| Abzweig geradeaus und nach rechts |                      | nach Děčín (vorm. ÖNWB)                          | nach Děčín (vorm. ÖNWB)                          |
| Abzweig geradeaus und ehemals nach rechts | 4,809                | vlečka Káraný                                    | vlečka Káraný                                    |
| ehemalige Blockstelle | 4,822                | hr. Káraný                                       | hr. Káraný                                       |
| Brücke über Wasserlauf |                      | Elbbrücke                                        | Elbbrücke                                        |
| Haltepunkt / Haltestelle | 7,00                 | Čelákovice-Jiřina                                | Čelákovice-Jiřina                                |
| Bahnhof | 8,353                | Čelákovice                                       | Čelákovice                                       |
| Abzweig geradeaus und nach rechts |                      | nach Brandýs nad Labem (vorm. ÖLEG)              | nach Brandýs nad Labem (vorm. ÖLEG)              |
| Abzweig geradeaus und nach rechts |                      | nach Mochov (vorm. ÖLEG)                         | nach Mochov (vorm. ÖLEG)                         |
| Kreuzung geradeaus oben |                      | Čelákovice–Mochov                                | Čelákovice–Mochov                                |
| Bahnhof | 14,250               | Mstětice                                         | Mstětice                                         |
| Haltepunkt / Haltestelle | 16,40                | Zeleneč                                          | Zeleneč                                          |
| Bahnhof | 20,530               | Praha-Horní Počernice                            | Praha-Horní Počernice                            |
| Abzweig geradeaus und von rechts |                      | von Turnov (vorm. TKPE)                          | von Turnov (vorm. TKPE)                          |
| Blockstelle | 23,147               | Odb. Skály                                       | Odb. Skály                                       |
| Haltepunkt / Haltestelle |                      | Rajská zahrada (seit 2023)                       | Rajská zahrada (seit 2023)                       |
| Bahnhof | 29,110               | Praha-Vysočany (Inselbahnhof)                    | Praha-Vysočany (Inselbahnhof)                    |
| Abzweig ehemals geradeaus und nach rechts |                      | nach Praha hl. n. (vorm. TKPE)                   | nach Praha hl. n. (vorm. TKPE)                   |
| Brücke (Strecke außer Betrieb) |                      | Rokytka                                          | Rokytka                                          |
| Kreuzung geradeaus unten (Strecke geradeaus außer Betrieb) |                      | Turnov–Praha hl. n. / Odb. Stromovka–Praha–Libeň | Turnov–Praha hl. n. / Odb. Stromovka–Praha–Libeň |
| Bahnhof (Strecke außer Betrieb) | 31,204               | Praha-Libeň dolní n.                             | Praha-Libeň dolní n.                             |
| Haltepunkt / Haltestelle (Strecke außer Betrieb) |                      | Praha-Karlín přístav                             | Praha-Karlín přístav                             |
| Brücke (Strecke außer Betrieb) |                      | Arm der Moldau                                   | Arm der Moldau                                   |
| Dienststation / Betriebs- oder Güterbahnhof (Strecke außer Betrieb) |                      | Praha-Rohanský ostrov                            | Praha-Rohanský ostrov                            |
| Kreuzung geradeaus unten (Strecke geradeaus außer Betrieb) |                      | Praha–Děčín (Negrelliviadukt)                    | Praha–Děčín (Negrelliviadukt)                    |
| Kopfbahnhof Streckenende (Strecke außer Betrieb) | 34,355               | Praha-Těšnov                                     | Praha-Těšnov                                     |

Die Bahnstrecke Lysá nad Labem–Praha ist eine zweigleisige, elektrifizierte Hauptbahn in Tschechien, die ursprünglich durch die k.k. privilegierte Österreichische Nordwestbahn als Zweigbahn ihrer Hauptverbindung Wien–Mittelgrund erbaut wurde. Sie beginnt in Lysá nad Labem (Lissa an der Elbe) und führt über Čelákovice nach Prag. In Betrieb ist heute nur noch der Abschnitt Lysá nad Labem–Praha-Vysočany, die weitere Strecke bis Praha-Těšnov ist seit 1984 stillgelegt.

## Geschichte

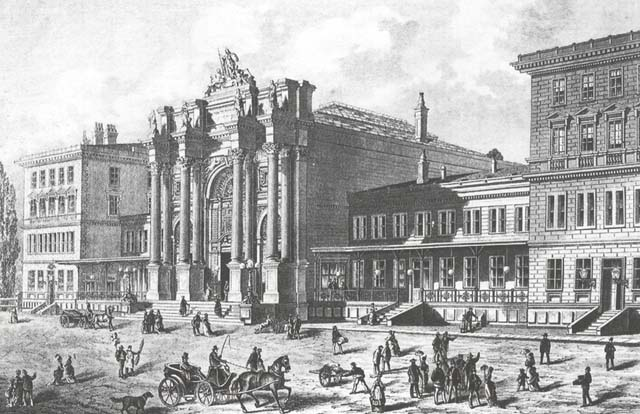
Bahnhof Praha-Těšnov (1876)

Am 25. Juni 1870 erhielten die Konzessionäre der Österreichischen Nordwestbahn die Konzession zur Verlängerung ihrer bestehenden Linie Wien–Jungbunzlau nach Tetschen einschließlich einer Zweigbahn nach Prag. Teil der Konzession war die Verpflichtung, die „concessionierten Linien … binnen vier Jahren zu vollenden und die fertigen Eisenbahnstrecken dem öffentlichen Verkehr zu übergeben“. Am 4. Oktober 1873 wurde die Strecke eröffnet. Ab dem 15. Oktober 1875 fuhren die Züge bis zum Endpunkt Prag Moldaubahnhof, dem späteren Bahnhof Praha-Těšnov.
Nach der Verstaatlichung der ÖNWB ging die Strecke am 1. Jänner 1908 an die k.k. österreichischen Staatsbahnen kkStB über. Nach dem Ersten Weltkrieg traten an deren Stelle die neu gegründeten Tschechoslowakischen Staatsbahnen ČSD.
Seit 1976 ist die Strecke mit 3 kV Gleichstrom elektrifiziert.
Der Personenverkehr zwischen Praha-Vysočany und dem Kopfbahnhof Praha-Těšnov endete am 1. Juli 1972. Am 3. Juni 1984 wurde der Abschnitt endgültig stillgelegt und wenig später abgebaut.

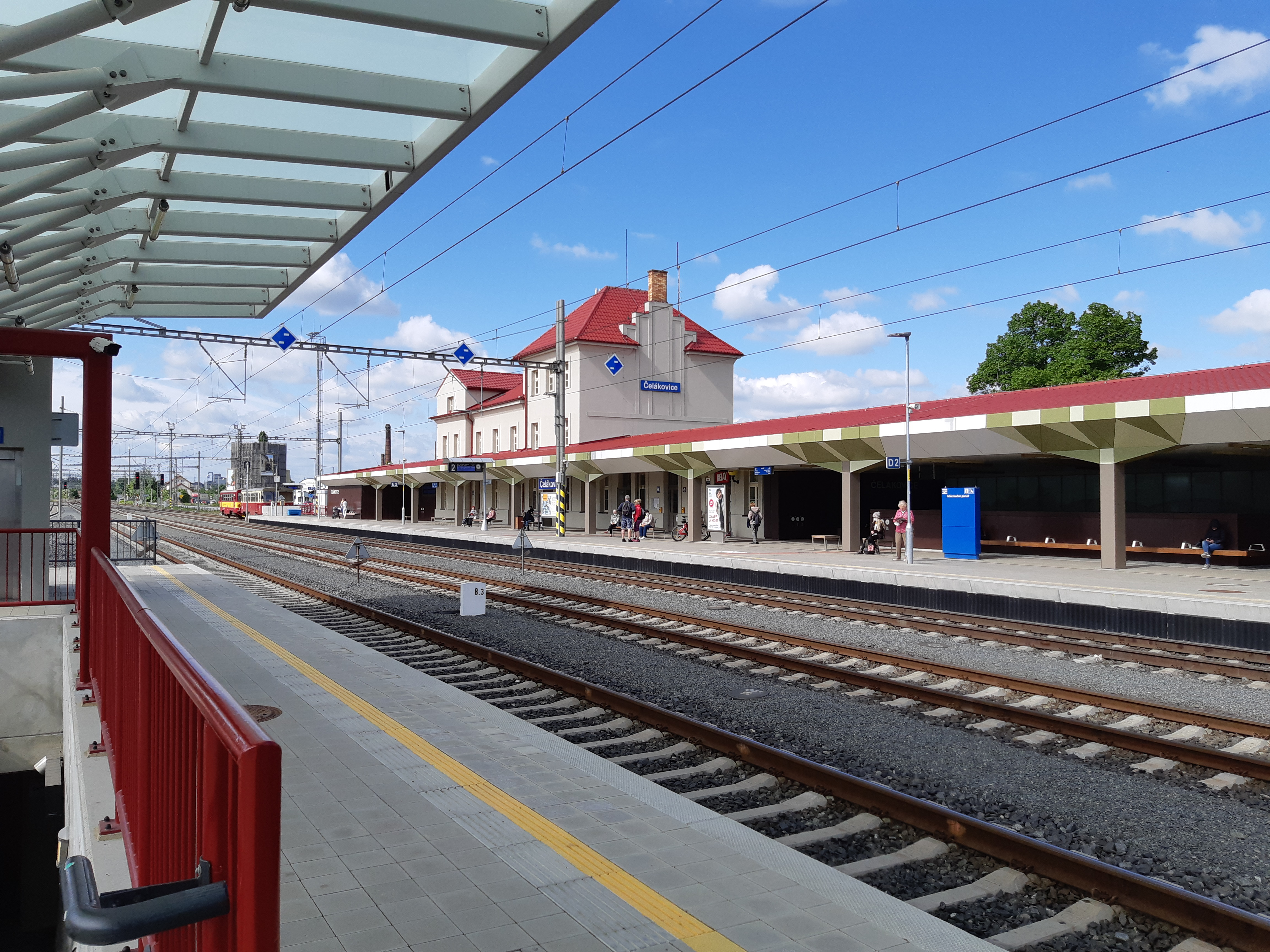
Bahnhof Čelákovice (2021)

Am 1. Jänner 1993 ging die Strecke im Zuge der Auflösung der Tschechoslowakei an die neu gegründeten České dráhy (ČD) über. Seit 2003 gehört sie zum Netz des staatlichen Infrastrukturbetreibers Správa železniční dopravní cesty (SŽDC).
Der 14,7 Kilometer lange Abschnitt zwischen Mstětice und Praha-Vysočany wird von März 2019 bis Mai 2023 für insgesamt 4,3 Milliarden Kč vollständig erneuert werden. Teil des Projektes ist auch der Umbau des Bahnhofes Praha-Vysočany und der Neubau einer Haltestelle Rajská zahrada an der gleichnamigen Station der Prager U-Bahn-Linie B. Nach der Fertigstellung des Abschnittes soll die Streckengeschwindigkeit von derzeit 100 auf 150 km/h angehoben werden.
Im November erhielt die Infrastrukturverwaltung die Genehmigung für die Instandsetzung und Modernisierung des Abschnittes Čelákovice–Mstětice. Die Vorbereitungsarbeiten sollen im November 2022 beginnen, die Sanierungsarbeiten anfangs 2023. Die Kosten für die Sanierung sind auf etwa 2,2 Milliarden Kronen veranschlagt. Bei Čelákovice und bei Mstětice wurde die Strecke auf insgesamt drei Kilometern neu trassiert, um enge Gleisbögen aufzuweiten. Die neu gebaute Trasse ging provisorisch am 23. Juli 2023 eingleisig in Betrieb. Die Fertigstellung des Projektes ist zum 1. September 2025 vorgesehen.

## Zugverkehr

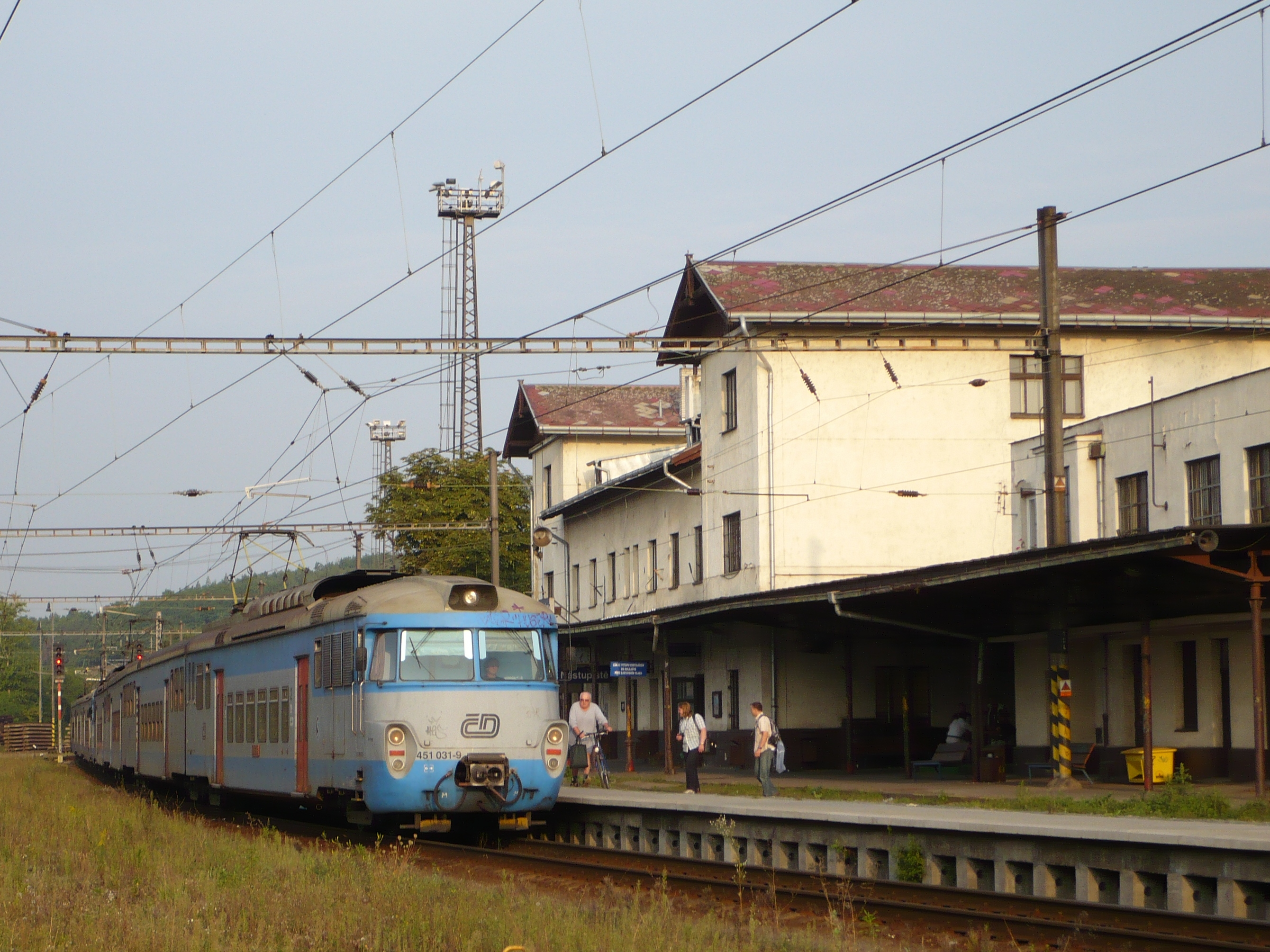
Bahnhof Praha-Vysočany mit Triebzug der ČD-Baureihe 451 (2008)

Die Strecke Lysá nad Labem–Praha wird heute im Einstundentakt von den Schnellzügen der Relationen Hradec Králové–Praha (zweistündlich von Trutnov) befahren.
Im Nahverkehr ist die Strecke in das Netz der S-Bahn Prag eingebunden. Die Züge der Linie S2 (Praha–Kolín) verkehren im Einstundentakt, der werktags während der Hauptverkehrszeiten zum 30-Minuten-Takt verdichtet ist. Zum Einsatz kommen fast ausschließlich die dreiteiligen Doppelstocktriebzüge der ČD-Baureihe 471 „CityElefant“.